# Az Initial D szereplői és csapatai
Lista az Initial D animében és a mangában előforduló szereplőkről.
|  | Alább a cselekmény részletei következnek! |

## Fontosabb szereplők
Ezek az Initial D manga/anime sorozat főszereplői.

### Fujiwara Takumi
Beceneve az angol átdolgozásban: "Tak"
Fujiwara Takumi egy 18 éves srác, Fujiwara Bunta fia (Fujiwara Bunta egy tofu-bolt tulajdonosa a szülővárosában, Akinában). Ritkán fejezi ki az érzelmeit, vagy legalábbis sosem látszódik rajta. Legjobb barátja Takeuchi Itsuki, aki nagy verseny-rajongó.
Takumi időszakonként egy benzinkútnál dolgozik Itsukival és Iketanival, aki az Akina Speedstars csapat tagja és vezetője. Az első néhány részben Itsuki és Iketani úgy gondolja, hogy Takuminak nincs semmi versenyzési képessége, mert semmit sem tud az autókról és a versenyekről.
Az egyetlen, aki tudja, hogy Takumi nagyon sokat tud az autókról, az a benzinkút főnöke, Yuuichi, aki egyből rájön, amikor Takumi egy csúszási technikát beszél meg Iketanival és Itsukival. Valójában Takuminak sokkal nagyobb az ügyessége, mint Iketaninak és Itsukinak, mivel ő már 5 éve vezeti apukája AE86 Truenoját (13 éves korában kezdte el vezetni), és vele szállít tofut egy hotelbe minden nap reggel 4 órakor.
Bunta mellett Takumi a legjobb Akina hegyénél. A mindennapi gyakorlás és az 5 év eredménye abban mutatkozik meg, hogy Takumi képes alkalmazkodni bármilyen helyzethez amely verseny közben adódik. Képes elképzelni az utat a fejében, így szembe tud nézni a sötét utakkal is.
Eredetileg Takumi nem része egy csapatnak sem, csak később csatlakozik a Project D-hez, egy szuper-csapathoz, amit Takahashi Ryosuke alkot meg azért, hogy felülmúljanak minden legjobb eredményt.

### Fujiwara Bunta
Fujiwara Bunta az Akinában levő tofu-bolt tulajdonosa, és Takumi apja. A sorozatban ő a legjobb versenyző, de nem versenyez túl sokat, jobban szereti Takumit küldeni maga helyett. Az igazi vezetője az AE86-nak, amivel megdöntötték az időrekordot Akinánál. Fiatal korában Bunta volt a legendás utcai versenyző.
Sajátosan edzi fiát a versenyekre; minden reggel, mikor Takumi megy tofut szállítani, Bunta ad neki egy pohár vizet a pohártartóba; Takuminak egyetlenegy cseppet sem szabad kiejtenie, amíg szállít. Így úgy tűnik, mintha nem is lehetne fékezni a csomaggal, de Takumi nagyon egyenletesen tudja ezt csinálni.
A sorozat későbbi felében Takumi többet használja a Truenot, mint az apja, ezért apja nekiadja. Miközben gyakorol az új autójával, a Subaru Impreza WRX Type R Ver. V-jével Akinánál, Bunta legyőzi fiát, és elhatározza, hogy megveszi az autót, de ezt még nem mondja el Takuminak (A 4. stage 14. részénél mondja el neki). Miután elmondja, hogy ő volt az a vezető, aki legyőzte, azt is mondja Takuminak, hogy az Imprezával is gyakorolnia kell, mert ez egy másik módszer, hogy javítsa Takumi vezetési technikáját. Így megmutathatja fiának a modern autók lehetőségeit, és az AWD jellemzőit.

## Project D
A Project D-t Takahashi Ryosuke állítja össze azzal céllal, hogy ők legyenek a legjobb vezetők a Gunma területén (Takumi és Keisuke is benne van), és hogy kihívjanak más versenyzőket más különböző területekről. Miközben terjeszti, hogy azért jön létre a Project D, hogy meghonosítson egy legendát, úgy látszik, hogy a magányos D azt jelenti, hogy magasabbra és rendkívülire kell fejleszteni a vezetők technikáját. Ryosuke elmondja, mielőtt a Project D megalakul, hogy csak egy éve van, hogy teljesítse az álmát. Azért mondja ezt, mert jelenleg az orvosi szakmán van, és ezzel kiszáll a versenyzésből.
A Project D különbözik a többi versenyző csapattól, mivel inkább profik uralják és szakemberek által támogatottak, akik főleg az Akagi Redsunsból származnak.

### Hiroshi Fumihiro
Fumihiro a Project D irányítóhelyettese, ő szervezi meg a meccseket más csapatokkal, amellett járőrözik a leendő ellenfelek pályáján. Ha úgy vesszük, ő a közigazgatási asszisztense Takahashi Ryousukénak. Ugyanannyi ideje van a RedSunsnál és, feltételezhetőleg már ismeri egy bizonyos ideje Ryosukét. Nem igazán ismert a versenyzői múltja, és hogy hogy lépett kapcsolatba Ryosukéval és a RedSuns-szal; az ő saját autója, egy Toyota SW20, csak egyszer látható, mikor napközben találkozik Takahashi Keisukéval, de egy versenyen se látható. Különösképpen, nagyon hasonlít Iketanihoz.

### Shuichi Matsumoto
Matsumoto Suhichi Fujiwara Takumi AE86-ának személyes-mechanikusa és talán a Project D-nek is.

## Csapatok
Itt találhatóak az Initial D csapatai a saját városukból és területükből.

### Akina SpeedStars
Ez a csapat olyan baráti társaságból áll össze, akik szeretnek versenyezni a szabadidejükben. Az otthonuk Akinában található. A nevüket egy japán kerék-márkáról kapták. A sorozatban ez a leggyengébb csapat.

#### Kouichiro Iketani
Beceneve az angol átdolgozásban: "Cole"
Iketani Takumi barátja, és egy helyi benzinkútnál dolgozik vele és barátjával, Itsukival. Itsuki csodálja őt, mert egy helyi csapat vezetője. Egy Nissan S13 Silvia-t vezet. Elsőnek azt hiszi, hogy az ő csapatában van a leggyorsabb helyi versenyző, de később a főnöke, Yuuichi megmondja, hogy a leggyorsabb egy AE86-ot vezet, és egy helyi tofu-bolt vezetője.
Egy átlagos versenyző, de a többiekhez képest megérdemli, hogy a csapat vezetője legyen.
Iketani (és Itsuki) az, aki elmagyarázza Takuminak, hogy minden autónak van alváz-száma, amivel könnyű megkülönböztetni a karosszéria/motor típusát. Például a háromajtós 1983-1986 Toyota Sprinter Trueno GT-APEX 4A-GE motorú autót valaki csak úgy hívja, hogy AE86 vagy még egyszerűbben, "nyolcvanhatos"-nak.

#### Takeuchi Itsuki
Beceneve az angol átdolgozásban: "Iggy"

Filmbeli neve: "Tachibana Itsuki"
Takeuchi Itsuki Takumi legjobb barátja; ő is segíti Takumi pályafutását. Általában hangos és ellenszenves. Itsuki részidőben dolgozik a benzinkútnál Takumival és Iketanival; Egyszer az az ötlete támadt, hogy kölcsönkér apukájától egy kis pénzt és keres egy olyan AE86-os autót, mint Takumié, de véletlen egy rosszabb (gyengébb, rosszabb fékű, és még rosszabb felfüggesztésű) AE85 Levint talált és azzal az autóval lesz tagja az Akina Speedstarsnak. A 4. stageben kijelenti, hogy beszerelt egy turbo-t a 85-ösébe.

Az filmben Itsukit jelentősen megváltoztatják: a szerepe egyesül Iketaniéval (és így a Speedstars vezetőévé válik) és hasonlóképpen egy S13-at vezet és megtapasztalja azt az összeomlást, amit Iketani szenved a sorozatban. Ráadásul a filmben az apja Yuuichi, a benzinkút főnöke. Az egyénisége még ellenszenvesebb lett, mint a korábbi változatokban. Az új autója, az AE86, még mindig rosszabb Takumiénál, valószínűleg, mert gyári, nem úgy, mint Takumié, amit apukája bővített ki.

#### Kenji
Kenji is az Akina Speedstars csapat tagja és Iketani legjobb barátja. Egy Nissan 180 SX-et vezet. Ő nem a benzinkútnál dolgozik, – ahol Iketani, Takumi és Itsuki is – hanem legtöbbször az autókat és a vezetési technikákat vitatja meg Iketanival és Yuuichival. Tiszteli és csodálja Iketanit és Takumit; Iketanit azért, mert a Speedstars vezetője, Takumit pedig a vezetési tudásáért.
Kenji rendes vezetőnek tűnik; mikor Iketani nem volt képes, hogy Keisukéval versenyezzen a balesete miatt és a Speedstars csapat nem volt biztos benne, hogy az AE86 vezetője elmegy, Kenji vállalta el, hogy versenyez Keisuke ellen.
A mai napig a vezetékneve nem lett kijelentve semmiféle Initial D médiának. Még a korát sem tudjuk biztosan, noha Iketani és Itsuki állandó viccelődéseiből következtetve (Hogy még most sincs egyetlen barátnője sem), valószínűleg nyugodtan mondhatjuk, hogy öregebb, mint Iketani.

### Thunder csapat
Nem sokat tudunk a Thunder csapatról és a hazájukról, de nagyon sokszor jelennek meg az 1. és a 2. stageben. A Thunder csapatot győzi le legelőször az Emperor csapat a 2. stage elején. Mást nem igazán tudunk, mint például a csapat tagjait vagy a tehetségüket, de, mint az Akina Speedstars, a Thunder csapat is talán egy baráti társaság, aki minden szabadidejében csak versenyez, és nem igazán tehetségesek.

### Akagi RedSuns
Az Akagi Redsuns egy tehetséges csapat, amit Takahashi Ryousuke vezet. A Redsuns csapat nem a saját terepükön versenyez, mert, ahogy Keisuke mondaná, "már nem izgalmas az a hely". az otthonuk Akagiban található.

#### Takahashi Ryosuke
Beceneve az angol átdolgozásban: "Ry"
Takahashi Ryousuke egy a jó vezetők közül a sorozatban (a Redsuns csapat legjobbja, amellett, hogy a vezetője is); ő és a fiatalabb testvére, Keisuke, gyakran szerepelnek a versenyzős magazinokban és sokkal nagyobb az ismertségük, mint a többi versenyzőnek. Ryousuke egy Mazda FC3S RX-7-et vezet, és nem győzi le senki, amíg nem találkozik Fujiwara Takumival. Nagyon komoly, főleg, ha versenyről van szó; a figyelmét a technikai adatra összpontosítja, csak mint a többi profi versenyző. Képes megmondani, milyen változások mentek végbe az autón, csak arról, hogy milyen hangot ad ki, és hogy milyen a vezető, úgy, hogy csak megnézi a csúszását. Ryousuke hírneve olyan messzire elterjed Japánban, hogy kap egy "Akagi fehér üstököse" becenevet.
Az egyetlen riválisa Kyouchi Sudou. A vetélkedésük azután kezdődött, miután volt egy kis szóváltásuk a versenyzés elméletéről, amikor Ryousuke elvágta Kyouichi győztes sorozatát egy évvel a sorozat kezdete előtt. Jelenleg gyógyszer tanulmányozásra iratkozott be, és a terve a doktorrá válás, hogy segíthessen apukájának a klinika fenntartásában. Még egy évig versenyez, mialatt összegyűjt egy új csapatra való embert (Project D-nek nevezi el a csapatot) és céljaként kitűzi, hogy felülmúl minden rekordot Japánban.

#### Takahashi Keisuke
Beceneve az angol átdolgozásban: "K.T."
Takahashi Keisuke a Redsuns 2-es számú versenyzője. Egy Mazda FD3S RX-7-et vezet, ügyes vezető, csak a testvére miatt a második. Meglehetősen forrófejű és nem szeret veszteni. A bátyja, Ryosuke megalapít egy versenyző csapatot, Keisuke is csatlakozik és Takumival verseng. Keisuke az emelkedőkön versenyez, míg Takumi a lejtőkön.
Keisuke sosem analizálni, mint testvére, de Ryousuke kiszámítási és analizálási képessége ámulatba ejti, és ugyanakkor Keisuke képessége is nagyszerű, miszerint kevesebbet gondolkodik versenyzés közben, így azt tesz, amit akar. Miközben Ryosuke elhatározza, hogy kevesebbet versenyez, és a jövőben doktor lesz, Keisuke az egész életét a versenyzésnek szenteli, és a végső célja az, hogy profi versenyzővé váljon, csak hogy ehhez először le kell győznie Takumit.

#### Nakamura Kenta
Beceneve az angol átdolgozásban: a mangában "Kent", az arcadeban "Danny"
Nakamura Kenta egy az Akagi Redsuns legfiatalabb tagjai közül, teljesen odavan Takahashi Keisukéért és mindig bizonyítani akar neki. El is mondta neki Keisuke, hogy jó vezető és egy kicsit a szárnyai alá is vette. Kenta az esős körülményekre van szakosodva, mert mikor szegény volt, az esős utakon gyakorolt, ahol a kerekek nem koptak olyan gyorsan.

### Myogi Night Kids
Egy átlagos csapat, amelynek Nakazato Takeshi a vezetője, habár néha összetűzésbe került Shingoval azért, hogy ki vezesse a brigádot. Az otthonuk Myogiban van.

#### Nakazato Takeshi
Beceneve az angol átdolgozásban: "Zack"
Nakazato a Myogi Night Kids csapat vezetője. Először Akinánál jelenik meg, amikor Keisuke Takumival versenyez. Meglepődik, mikor Takumi legyőzi Keisukét és elhatározza, hogy ő lesz a következő, aki kihívja és legyőzi 'Akina lejtő-specialistáját', és csak utána küzdd meg a Redsuns csapattal.
Ügyes, rossz tulajdonságai a harag és az érzelem, ami azt eredményezi, hogy könnyen elveszti a kontrollálását. Nagyon jó a gyorsulása, és a tapadó-vezetés filozófiájáról ismert. Az előző autója egy Nissan Silvia (S13) volt, amivel kihívott egy R32-est, de ő vesztett a saját területén. Követve a fehér Skyline példáját, ezek után ő is a tapadás technikáját gyakorolta és vett egy Skyline GT-R-t.
Az élő filmben, Keisuke helyett, ő találkozik először Takumi AE86-ával, és ő hívja ki először Takumit, és ő veszít ellene.

#### Shoji Shingo
Shoji Shingo a Night Kids csapat egyik tagja, aki egy piros Honda Civic EG-6-ot vezet. Nagyon veszélyesen versenyez – meglöki az ellenfele autóját azért, hogy elveszítse a vezető az irányítást. Nem leli kedvét a lejtőkön levő rendes meccseken, jobban szeret versenyezni egy másfajta meccsen, amit szigetelőszalagos meccsnek hív. Ebben mindkét vezetőnek hozzá van szigetelve a jobb keze a kormányhoz a verseny alatt, amivel a vezető korlátozza a kanyarodási lehetőségeit. Utálja Nakazato Takeshit, mert azt hiszi, hogy nem alkalmas a Night Kids csapat vezetésére, egyszer nyíltan el is mondja ezt neki. Versenyzői ügyességben kifejezve, Shingo csak a második legjobb vezető a Night Kids csapatban. Ezen kívül még egy gyermekkori barátja az Impact Blue navigátorának, Sayukinak. Sokszor volt, mikor támogatta csapattársát a Night Kids épségéért, mint például az Iwaki Seiji elleni meccsnél.

### Impact Blue
Ez a csapat két nő barátságából jött létre, Makoéból és Sayukiéból. Az otthonuk Usuiban van.

#### Sato Mako és Sayuki
Becenevük az angol átdolgozásban: "Maya és Simone"
Satou Mako az egyik vezető Usuinál; Sayuki az ő navigátora a ralibajnokságokon. Makoba szerelmes lesz Iketani az Akina Speedstars csapatból és eredetileg csak azért kerül közelebb hozzá Mako, hogy versenyezhessen Takumival.
Sayuki egy vidám lány és mindig a jó kinézésű srácokat keresi, mint például a Takahashi testvéreket. Navigátorként belefárad Mako irányításába (a fékezés, a csúszás technika irányításába és még sok másba), amikor versenyeznek. A vezetéknevét nem tudjuk.
Egy kék Nissan Sil80-ast vezetnek, és ők a leggyorsabbak a szülővárosukban. Elsőnek Akina hegyénél jelennek meg, mikor Keisuke és Takumi versenyez.

### Emperor csapat
Egy magas szintű csapat Kyouchi Sudou vezetésével. Az egész csapat Mitsubishi Lancer Evo autókból áll, és azt állítják, hogy az ő autójuk a leggyorsabb a hegyeken. Az otthonuk a Irohazaka egy szakasza.

#### Iwaki Seiji
Beceneve az angol átdolgozásban: "Hawk"
Iwaki Seiji a második számú vezetője az Emperor csapatnak. Ő egy Lancer Evo IV-et vezet. Nagyon ügyes, de egy kissé öntelt és nem annyira megbízható. Sok meccset megnyer, beleértve a Nakazato Takeshi ellenit is.
Miután különféle csapatokat győzött le a Gunmában, az Emperor csapat az Akina Speedstars csapathoz megy, hogy legyőzzék a híres AE86 Truenot. Seiji felajánl egy meccset az Emperor csapat Evo IV-ével Takumi AE86-osának, de a türelmetlensége miatt veszít és így Kyouichinak, a csapat vezetőjének kell versenyeznie az AE86 ellen.
Az Seiji szerencséje, hogy csak az egyik 'alattvalója' lett legyőzve, így egyszerűen ráragasztja a spoilerére, hogy vetélkedik a "gyilkossal", jelezve, hogy az előző meccs csak egy próbameccs volt.

#### Sudou Kyouichi
Beceneve az angol átdolgozásban: "Kyle"
Sudou Kyouichi Nikkoból származik, a csapat vezetője, és Lancer Evo III-mal versenyez.
Régi barátja Takahashi Ryousukének és sokban is hasonlít rá – csendes, higgadt vezető, nem úgy, mint csapattársa, Seiji. Alig várja, hogy megmutathassa Ryousukénak, hogy ő és a csapata a legjobb, Kyouichi és az Emperor csapat így elhatározza, hogy mindenféle csapattal kiáll a Gunma területén, beleértve a Night Kids csapatot is. Ő a technikáiban bízik, amíg Ryousuke úgy véli, hogy a versenyzés nem a technikán múlik. Az otthona egy egyenes, szóval nehezen képes teljes erejéből belemenni a kanyarokba. Gyakran fontolóra veszi, hogy legyőzze Takumit, de mikor ezt megteszi Irohazakán, mikor már majdnem legyőzi, Takumi megelőzi és így elveszti a meccset. Minden esetre, az eredmény egyértelmű volt. Kyouichi azt állította, hogy Takumi csak azért nyert, mert le tudta előzni.
Egyébként diplomát kap a versenyzés iskolájában, a Toudou Jukuban.

### Seven Star Leaf
Egy újabb átlagos szintű csapat. Az otthonuk a Momiji pálya a Tochigi területén. A mangában, a rövidített nevük az SSR, vagy japán szóval, "Seven Star Reaf." – mint az Akina Speedstars, ők is ugyanarról a kerék gyártó cégről kapták a nevüket. (a Speed Star Racing gyártóról)

#### Suetsugu Tooru
Tooru egy piros MX-5 Roadstert vezet, és ő a csapat lejtős versenyzője. Könnyen felismerhető a meggondolatlan, kamizake stílusáról. Tooru az egyetlen vezető a sorozatban, akinek rendes kapcsolata van; Egy Nao nevezetű barátnője van, aki nagyon szereti őt és éppen ezért nem nagyon akarja, hogy versenyezgessen.
Az S.S.R csapat versenyzett először a Project D csapat ellen.

#### Kawai Atsurou
Kawai Atsurou egy emelkedős versenyző és a csapat vezetője. Kawai egy megfelelő tudással rendelkező vezetőnek tűnik. Az autójában 400 lóerő található.

### Toudou versenyiskola
Ez egy versenyző-iskola, aminek egy volt raliversenyző a főnöke. Nagyon ügyesek, és a sok diplomájukkal akár profik is lehetnének. Ezen kívül a kedvencük a Honda, és egy Civic Type R-t használnak "bizonyító" autóként. A Tochigi területén az otthonuk az Enna.

#### Ninomiya Daiki
Beceneve az angol átdolgozásban: "Dice"
Daiki a sorozatban egy a tehetséges vezetők közül. Egy sárga Civic EK-9 Type R-t vezet, versenyez Takumi ellen egy lejtős meccsen. Az ügyessége főként a fékezésben rejlik, mivel mindig a megfelelő időben fékez. Daiki az iskola harmadik legjobb vezetője.

#### Nevetős Sakai
Beceneve az angol átdolgozásban: "Smiley"
Sakai az egyik barátja Daikinek és egy turbós Integra Type R-t vezet. Sakai Keisuke ellen versenyez egy emelkedős meccsen. Két technikát használ verseny közben, az első a magas sebességgel való kanyarbevétel, amit a többiek nem tudnak megcsinálni, de ő valahogy képes erre. A másik trükkje a másik fél féktesztelése, amivel kényszeríti őt, hogy visszábbvegyen, mikor ő lelassít. A szája megmerevedik, mikor versenyez, ami pont úgy néz ki, mintha nevetne, ezért kapta a "Nevetős" Sakai nevet.

#### Tachi Tomoyuki
Beceneve az angol átdolgozásban: "Touch"
A Toudou versenyiskola csapatot teljesen leigázták és ezért mondták Tachinak, az iskola egyik diplomásának, aki egy profi versenyző, hogy kérjen visszavágót a Project D ellen a Happogaharán. Így hát Tachi elvitte Ninomiya EK9-ét és elsőre legyőzte Takumi lejtős rekordját, anélkül, hogy a kocsit túlpörgette volna. Tachi beleegyezett, hogy használja az iskola legjobb autóját, az EK9-et a Happogaharán egy pályán, ami egy lejtőből és egy emelkedőből állt. Tachi teljesen felhangolta a Civicet, hogy versenyezhessen az FD3S-sel az egyeneseken, de meglepetésképpen Ryosuke úgy döntött, hogy az AE86-ot küldi harcba.
Ezen kívül ő ápolta a Todou versenyiskolát Sudou Kyouichivel.

### Északi Saitama Szövetség
Egy versenycsapat, ami több helybéli csapattagból áll.

#### Akiyama Wataru
Beceneve az angol átdolgozásban: "Aki".
Az első versenyző a Saitamából, aki a 2. stage második felében jelenik meg a turbos Levinével. Elmegy a Gunma területére abban reménykedve, hogy találkozik néhány új versenyzővel, akit kihívhat, és hogy ügyeljen a testvérére, Kazumirára, aki a nagyanyjánál, egy hotelban kapott munkát. Wataru még a 4. stage 9. részében is feltűnik Nobuhiko unokatestvéreként. Átjavította a turbot egy superchargerrel, hogy sokkal egyenletesebben gyorsuljon az autója.

#### Akiyama Nobuhiko
Beceneve az angol átdolgozásban: "Nobu"
A csapat vezetője, Nobuhiko egy nagyon értelmes és elemzős ember. Az ügyessége, mint egy vezetőjé, akárhogyis, nem annyira alapos, mert általában más magasan képzett vezetőket épít fel és arra használja a szakmaiságát, hogy beállítsa az autójukat minden helyzetre. Nobuhiko versenyzett Takumival már egyszer a lejtőn, de vesztett már az első kanyarban, és Takumi folytatta a meccset Ryousuke utasítása miatt.

#### Iwase Kyoko
Beceneve az angol átdolgozásban: "Kylie"
Egy ügyes emelkedős versenyző Nobuhiko csapata élén. Eredetileg ő a leggyorsabb Nobuhiko csapatában, de azután versenyez Takahashi Keisuke ellen, beleesik a szőke versenyzőbe, és ez okoz egy kis konfliktust a Project D legyőzésében. Keisuke azt választja, hogy a Project D-re fókuszál, kizárva minden romantikus kapcsolatot. Kyoko később kölcsönadja az FD3S-ét Keisukének, miután ő tönkretette a bal első felfüggesztést a saját FD3S-ében egy baleset során. Keisuke folytatja a versenyeket, és megpróbál Kyoko autójával nyerni.

#### Sakamoto
Beceneve az angol átdolgozásban: "Sid"
Egy tagja a szövetségben levő csapatnak, raliversenyző és szinte minden hegyi úton gyakorolt már. Olyan hátborzongató képessége van, hogy bármilyen autó csúszását a hegyi utakon képes megnövelni, és képes átalakítani az autó jellegzetességeit és korlátozásait. Nobuhiko edzi a lejtős versenyző Fujiwara Takumit a Project D csapatban. Különlegessége az FR autók vezetésében van.

### Ismeretlen EVO-s csapat

#### Lancer Evolution V vezető
A csapat emelkedős versenyzője, akivel a Project D versenyez a Saitama prefektúrában. Ő kéri fel Keisukét egy emelkedős versenyre Tsuchizaka hegyén. Az előző ellenfelekkel ellentétben, ez a két versenyző sokkal jobban hajlandó a csalásra, a fertelen taktikázásra (például kiönti az olajat az útra, hogy legyőzze a Project D-t). Köszönhetően az útra kiöntött olajnak, Keisuke megcsúszik az úton és összetöri az FD-jét annyira, hogy az már nem használható versenyzésre.
Mint egy személy, ez a szereplő "csúnyá"-ra lett megrajzolva, 20 és fél éves, öntelt kölyök, példa is adódik erre a tulajdonságára, mikor találkozik a Project D-vel, miután Keisuke összetöri az FD-jét, ártatlan arcot vág annak tekintetében, hogy kinek a hibája volt az útra kiöntött olaj. A Keisuke elleni igazi meccsében, (ahol Keisuke Kyoko's fekete FD-jét használja), nagyon gyenge ellenfélnek tűnik (Keisuke összehasonlította őt Atsurou Kawaival (a Seven Star Leaf Skyline 2.5GT vezetőjével) és úgy látta, hogy ez a Lancer Evolution nagyon távol van a Mazda RX-7 FD-től. Az EVO veszít, mikor Keisuke bemegy a belső sávba, mikor egy hosszú egyenesen mennek, ahol egy barikád van az út bal oldalán.

#### Lancer Evolution VI vezető
A csapat lejtős versenyzője. Az EVO V vezetővel ellentétben, ez a versenyző sokkal ravaszabb és taktikusabb, rendbehozta az utat, és elhoz egy gangszter-csapatot (egy másik csapattagján keresztül), hogy összeverjék a Project D tagjait, ha a Project D nyerne. Habár nincs emlegetve, ki a csapat vezetője, úgy tűnik ennek a versenyzőnek nagyobb az irányítóképessége, mint a csapattagjának. A Takumi elleni meccsének elején azt mondja Takuminak, hogy veszítse el ezt a meccset, különben szörnyű vége lesz a dolognak.
Versenyzőként tehetséges fékezési képessége van, de Buntához viszonyítva, nem is olyan jó. A Takumi elleni meccsben átveszi a vezető pozíciót és becsületesen vezet, egészen addig, még el nem érnek a kanyarig, ahol kifolyt az olaj. Az EVO VI rámegy az olajra és kicsúszik a külső sávba, szabad utat adva ezzel Takuminak, aki így könnyen át tudta venni a vezetést.

### Purple Shadow
Noha a valódi versenyző-csapatok sok fiatalból állnak, a Purple Shadow csapat "legjobbjai" két középkorú versenyzőből áll, mindenkettő olyan technikákat ismer, hogy a többi versenyző Istenként tekint rájuk, ezért kapták a becenevüket. Ők az elsők, akiket a Project D az Ibaraki területén hív ki, és akikre Ryosuke igazi ellenfélként tekint.

#### Kouzou Hoshino
A beceneve az angol átdolgozásban még nincs eldöntve.
Két középkorú ember csapatának egyike, aki az "aranylábú" becenevet kapja, köszönhetően a rendkívüli gyorsulásának és a csúszási képességének az ATTESA E-TS 4WD rendszerű BNR34-ével, amivel szinte lehetetlen csúszni. Ordibálni szokott a versenyeken, hogy távoltartsa magát a kondíciójának kiesésétől. Ha csendessé válik és túl erősen koncentrál, akkor fékezés nélkül vezet. Versenyez Takahashi Keisukével egy teljes körversenyt (lejtőkön és emelkedőkön át) és bemutatja a becsületességét, de az FD3S-nek semmi esélye sincs a GT-R ellen az emelkedőn. Keisuke elismeri, hogy találkozott már GT-R-es R32-vel és R33-mal, de R34-est még sosem látott. A Keisuke elleni versenye után felajánlja, hogy elviszi a legjobbak közé, de Keisuke elutasítja az ajánlatot, mivel még nem fejezte be a hivatását, és azt szeretné előtérbe helyezni.

#### Toshiya Joushima
A beceneve az angol átdolgozásban még nincs eldöntve.
"Aranykezű"-ként ismert, annak a képességének köszönhetően, hogy képes egy kézzel kanyarodni, kontrollálva az autó csúszását a kanyarodással/gázkiadással. Ő az egyik tagja a Purple Shadow csapatnak.
Toshiya technikái még a barázda-elkapós technika, és még az, hogy össze tudja zavarni az ellenfelét. Néhányan a csapatából észreveszik, hogy a módszerei nagyon kegyetlenek. Amikor Takumi versenyez vele, úgy érzi, mintha csak Bunta lenne az ellenfele az Imprezával. A kezdetekben Joushima csak játszadozik Takumival, és elrejti az eredeti képességét, megpróbálva ezzel megtéveszteni és magabiztossá tenni Takumit, és úgy tesz, mintha Takumi uralná a meccset, de ez számára majdnem rosszul sül el. A meglepett Joushima végül abbahagyja a játszadozást, használja az időmérős technikáját és sikeresen utoléri Takumit. Takumi, mikor utol akarja érni, összetöri a felfüggesztését. Ez az első alkalom, mikor Takumi veszít egy meccsen, de az ellenfele most tényleg nem volt kispályás. Joushima átváltozott egy dühös autóvá és csak nehezen tudta megállítani Takumit. Az összetört Trueno így csak egy technikai sikerrel biceghetett haza.

### 246-os csapat
A 246-os csapat a Kanagawa prefektúrában él. Közvetlen ellenségei a Sidewinder csapatnak, egy másik csapatnak, a Shizuoka prefektúrából. Fujiwara Bunta és Takahashi Ryosuke szerint, Shizuoka az utcai verseny központja és figyelemreméltó a hegyes régiója (A Fuji-hegy is itt van) a Fuji versenypálya mellett. Így hát, Shizuokán sok versenyző van, amatőrök és profik egyaránt.
A 246-os csapatnak sok tagja van, ahol jellemző, hogy egy versenyre 31 ember szavaz. A szavazás állása, hogy ki fog versenyezni Keisuke ellen az emelkedőn : Kobayakawa 31-ből 26 szavazatot kap, és ő versenyez egy Mitsubishi Lancer Evo-val (amiből Keisuke tréfát űzött, mikor felbukkant az Evo gyilkos FD-jével). Takumi versenye: Omiyával fog történni, aki egyhangúlag megkapja mind a 31 szavazatot, annak érdekében, hogy ő képviselje a 246-os csapatot a lejtőn. Ő egy tuningolt Mazda Roadsterrel versenyez.

### Katagiri versenycsapat
Ez a csapat is Kanagawában van. Ez a Project D következő ellenfele a 246-os csapat után. A csapat két ütőkártyája:
| Név            | autó         | szakasza |
| -------------- | ------------ | -------- |
| Kogashiwa Kai  | Toyota MR-S  | lejtő    |
| Minagawa Hideo | Toyota Supra | emelkedő |

### Kogashiwa Kai
Koshigawa Kai egy versenyző a Tochigi prefektúrából. Csak a 3. stageben tűnik fel. 19 éves, csak egy évvel idősebb, és majdnem ugyanolyan szinten versenyez, mint Takumi. A Takumi elleni meccsében Kai az apukája Toyota MR2-esét használja.

### SideWinders
Ők voltak az utolsó és talán a legnehezebb ellenfelei a Project D-nek Kanagawában. 2 tagját ismerjük ennek a csapatnak : Hokujou Tsuyoshi-t (Ő egy pilóta és egy fekete Honda NSX-et vezet) és Kubo Eiji-t (A csapat mechanikusa).

## Mellékszereplők

### Mogi Natsuki
Mogi Natsuki / Natalie Mogi – Takumi szerelme.

### Saori
Saori (??) –
Az 1. Stageben jelenik meg egy kis időre, utána el is tünik, mikor Shingo nekimegy Itsuki 85-ösének Akinánál, hogy a 86-os biztos megküzdjön vele. Ezután úgy dönt, hogy szakít Itsukival, mert csak rossz emlékek jutnak eszébe vele kapcsolatba.

### Tachibana Yuuichi
Tachibana Yuuichi / Főnök – Annak a benzinkútnak a főnöke, ahol Takumi dolgozott. Régi barátja Buntának, és egy volt versenyző.

### Masashi Suzuki
Suzuki Masashi – Egy mechanikus, aki segít Buntának felszerelni a TRD A csoportú Speciális 20V SilverTop 4A-GE-t egy AE101-es Truenoból (Nem egy Formula–1-es 4A-GE motor, amelyik 16V 1. generációs 4A-GE.) a Fujiwara Tofu Bolt szállítójába, miután Takumi leégeti a motrot a Kyouichi elleni meccsében. Ő fedezi fel Buntát a GC8V Subaru Impreza WRX STi Version V-jében.

### A Buntának szóló hang az 1. Stage 23. részében
A Buntának szóló hang az 1. Stage 23. részében – Nos, az Tsuchiya Keiichi, a drift szülőatyja, és aki egy tanácsadó csapatban van az animében. Az 1. Stage 2. részében a SpeedStars versenyzők az ő videóját nézik (egy kezdő-drifteseknek szóló videót), és róla beszélnek. Takumi a 3. Stageben megveszi Tsuchiya AE86 tuning-videóját.

### Akiyama Kazumi
Kazumi Akiyama
Ő Wataru kistestvére. Ő Itsuki második szerelme, miután Saori elhagyja. Egy türelmetlen lány, aki eljön a Gunmába Saitamából, hogy a nagynénikéje szállodájában dolgozzon, utána visszamegy, mert egy idősebb emberrel dolgozik (2. Stage). A 4. Stageben is megjelenik Saitamában Wataruval. Véget vet az öregemberrel való munkájának, de aztán valahogy újra összefutotnak.

### Kogashiwa Ken
Kogashiwa Ken – Kai apja, Bunta régi riválisa.

### Miki
Miki annak a fociklubnak az idősebb rangú tagja, ahova Takumi járt. Egy Celica GT-Four-t vezet. Takumi beütött neki az öltözőben, mert hencegett Natsuki szexuális kihasználhatóságáról (Takumi akkor még nem tudta az igazságot). Elrabolja Natsukit és arra kényszeríti, hogy menjen el vele Akina hegyéhez. A terve azonban megbukik, mivel Natsuki felhívja Takumit, aki elmegy és üldözi Mikit a Truenojával, egész addig, még Miki meg nem csúszik a havon és utána Natsuki ki nem szökik a kocsijából.

## Lásd még
- Initial D
- Initial D epizódok és manga
- Initial D (film)